# 凱西冰川
69°0′S 63°50′W / 69.000°S 63.833°W
凱西冰川（英語：Casey Glacier）是南極洲的冰川，位於帕爾默地的莫森陡崖，澳大利亞根據空中照片繪入地圖，該冰川現時由南極條約體系管理。